# Прапор Веселинового
Пра́пор Веселинового затверджений 19 травня 2016  р. рішенням сесії Веселинівської селищної ради. Автор: І. Янушкевич.

## Опис
Квадратне полотнище складається з трьох горизонтальних смуг – синьої, жовтої і зеленої, розділених хвилясто, у співвідношенні 3:1:3. У центрі полотнища щиток, скошений зліва синім і зеленим. У першій частині Діва Марія з жовтим німбом і в жовтому вбранні, що тримає на руках немовля з жовтим німбом і в жовтому вбранні, супроводжувана вгорі і справа жовтими літерами. У другій частині три білих геральдичних троянди з червоними серцевинами і жовтим листям в перев’яз зліва. 

## Історія
Затверджений: 26 квітня 2012 р.

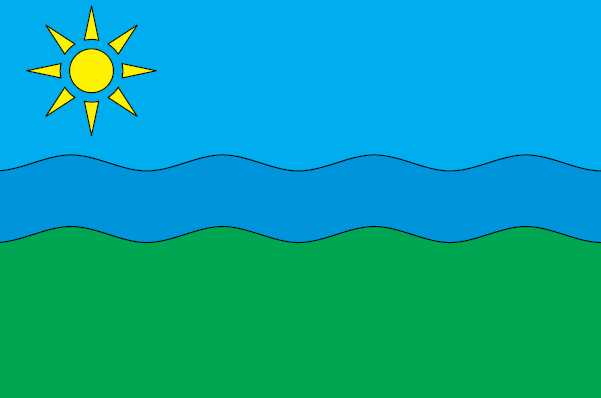
Варіант прапора від 26 квітня 2012 р.

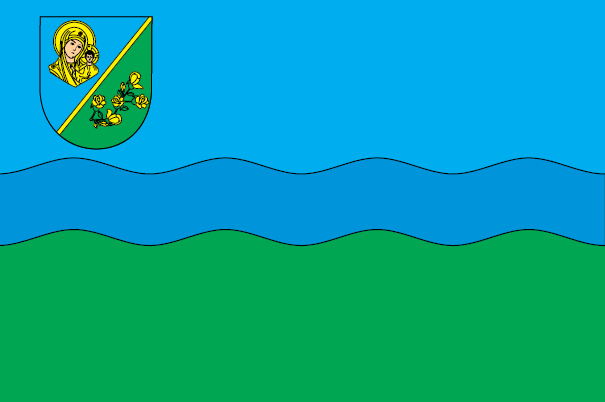
Варіант прапора від 5 липня 2012 р.

Прямокутне полотнище із співвідношенням сторін 2:3 складається з трьох горизонтальних смуг – блакитої, синьої і зеленої, розділених хвилясто, у співвідношенні 2:1:2. На верхній смузі біля древка жовте сонце з жовтими променями.
Затверджений: 5 липня 2012 р.
Прямокутне полотнище із співвідношенням сторін 2:3 складається з трьох горизонтальних смуг – блакитої, синьої і зеленої, розділених хвилясто, у співвідношенні 2:1:2. На верхній смузі біля древка щит, скошений зліва жовтим нитяним перев’язом. У першій лазуровій частині фігура Діви Марії з жовтим німбом, в жовтому одязі, що тримає на руках немовля із жовтим німбом і в жовтому одязі. У другій зеленій частині зелена гілка троянди з такими ж листами і жовтими квітками.